# مارک کلر (بازیگر)
مارک کلر (آلمانی: Mark Keller؛ زادهٔ ۵ مهٔ ۱۹۶۵) هنرپیشه اهل آلمان است.
از فیلم‌ها یا برنامه‌های تلویزیونی که وی در آن نقش داشته‌است می‌توان به هشدار برای کبرا ۱۱ و پابرهنه اشاره کرد.